# Hoodoo (Album)
Hoodoo ist das sechzehnte Studioalbum der schweizerischen Hard-Rock-Band Krokus. Es enthält die Singleauskopplungen „Hoodoo Woman“ und „Too Hot“.

## Hintergrund
Das Studioalbum Hoodoo markierte einen erneut signifikanten Wendepunkt in der bewegten Bandgeschichte von Krokus. Nach dem erfolgreichen Album Hellraiser und der daran anschließenden ausgedehntesten Europatour seit Bestehen der Formation wurde im Februar 2008 auf der offiziellen Webseite zunächst eine künstlerische Pause verkündet, ehe im April desselben Jahres die Rückkehr der Urformation proklamiert wurde. Hinsichtlich des Personals bedeutete das wiederum radikale Besetzungswechsel, denn abgesehen von Marc Storace mussten vier von fünf Musikern des Hellraiser-Line-Ups ihren Platz räumen. An der Leadgitarre war fortan wieder Fernando von Arb anstatt Mandy Meyer zu finden, Mark Kohler übernahm für Dominique Favez wieder die Rhythmusgitarre, Chris von Rohr kehrte nach langer Zeit für Tony Castell an den Bass zurück und Freddy Steady löste Stefan Schwarzmann hinter dem Schlagzeug ab. Damit bestand Krokus anno 2008 aus demselben Line-Up wie zu Zeiten von One Vice at a Time 26 Jahre zuvor. Diese Formation absolvierte ihre Feuertaufe am 2. August 2008 bei einem vielumjubelten Konzert im Stade de Suisse in Bern vor 10.000 Fans, ehe sie mit „Live for the Action“ die offizielle Hymne zur 2009 in der Schweiz ausgetragenen Eishockey-WM beisteuerte. Jener Song ist bis heute auf keiner offiziellen Krokus-Veröffentlichung, jedoch auf dem Sampler Rhythm of Ice Hockey: The Official Soundtrack of the 2009 IHHF World Championship enthalten. Anfang 2010 wurde schließlich das sehnlichst erwartete, wiederum überwiegend im House of Audio in Winterbach entstandene und von Chris von Rohr produzierte Album Hoodoo veröffentlicht, das mit dem schnörkellos, riffbetont und frisch dargebotenen Hard Rock Fans und Musikpresse gleichermaßen erfreute. Mit den Singles „Hoodoo Woman“ – Platz 19 in den schweizerischen Singlecharts – und „Too Hot“, zu denen auch ein Video gedreht wurde, sowie dem Steppenwolf-Cover „Born to Be Wild“ erreichte das Album nach Rock the Block zum zweiten Mal in der Bandgeschichte Platz 1 in den Albumcharts der Schweiz und schließlich auch Platinstatus in der Alpenrepublik. Darüber hinaus konnte sich die Band über Platz 33 in den deutschen und Platz 6 in den griechischen Charts freuen. Im Anschluss an die Albumveröffentlichung folgten einige Festivalauftritte in Europa, u. a. auf dem Bang-Your-Head-Festival in Balingen, auf dem Benátská Noc-Festival in Malá Skála sowie auf dem Schupfart Festival in Schupfart. Außerdem spielte man abermals im Stade de Suisse in Bern, diesmal allerdings als Vorband von AC/DC vor 42.000 Fans, ehe man als Ausklang des Jahres im Dezember noch eine kurze Weihnachtskonzertreihe mit The Sweet und Uriah Heep im Vorprogramm absolvierte. Doch wie schon standesgemäß bei Krokus, blieb die Formation nicht beisammen: Schlagzeuger Freddy Steady quittierte 2011 seinen Dienst. Seither wurde das Instrument allerdings nicht mehr durch ein vollwertiges Bandmitglied besetzt. Für die Aufnahme des Nachfolgers Dirty Dynamite wurde der griechische Gastmusiker Kosta Zafiriou mit der Einspielung der Schlagzeugspuren betraut. Außerdem wurde Ende 2012 die Rückkehr von Gitarrist Mandy Meyer verkündet, weshalb das Line-Up von Krokus folglich erstmals in der Bandgeschichte aus drei Gitarristen aber keinem Schlagzeuger bestand. Hoodoo erschien neben einer Standardedition auch als Limited Edition inklusive der Bonus-DVD Raw Sounds and Straight Talk mit Ausschnitten und Interviews zum Auftritt im Stade de Suisse in Bern. Darüber hinaus wurde die Limited Edition ein Jahr nach der Erstveröffentlichung noch in einer auf 500 Exemplare begrenzten Special Edition inklusive einer Krokus-Gürtelschnalle aus hochwertiger Zinnlegierung veröffentlicht. Die im iTunes Store angebotene, zum Download bereitstehende Version von Hoodoo enthält den Samplerbeitrag „Live for the Action“ als Bonustrack.

## Titelliste
1. Drive It in (3:32) (Fernando von Arb/Chris von Rohr/Marc Storace)
2. Hoodoo Woman (3:36) (von Arb/von Rohr/Storace/Hanno Pinter/Alex Zoppel)
3. Born to Be Wild (3:32) (Mars Bonfire)
4. Rock ’n’ Roll Handshake (3:50) (von Arb/von Rohr/Storace)
5. Ride into the Sun (3:52) (von Arb/von Rohr/Storace/Mark Kohler)
6. Too Hot (3:43) (von Arb/von Rohr/Storace)
7. In My Blood (3:30) (von Arb/von Rohr/Storace)
8. Dirty Street (4:24) (von Arb/von Rohr/Storace)
9. Keep Me Rolling (4:10) (von Arb/von Rohr/Storace)
10. Shot of Love (3:30) (von Arb/von Rohr/Storace)
11. Firestar (3:43) (von Arb/von Rohr/Storace)

### Bonustrack der iTunes Edition
1. Live for the Action (3:31) (von Arb/von Rohr)[9]

### Coverversion
„Born to Be Wild“ ist eine Steppenwolf-Coverversion. Das Lied wurde ursprünglich 1968 auf dem Album Steppenwolf veröffentlicht.

### Wissenswertes
- „Dirty Street“ ist eine Neueinspielung des Songs „Bourbon Street“, der ausschließlich auf der 12"-Version der Single „Wild Love“ veröffentlicht wurde.
- „Hoodoo Woman“ wurde für den Soundtrack des ebenfalls 2010 erschienenen Films Saw 3D – Vollendung verwendet.[10]

## Besetzung
Gesang: Marc Storace
Leadgitarre: Fernando von Arb
Rhythmusgitarre: Mark Kohler
Bass: Chris von Rohr
Schlagzeug: Freddy Steady

### Gastmusiker
Gesang: Mark Fox
Schlagzeug: Kenny Aronoff